# Prvi kongres mladih Roma
Prvi kongres mladih Roma održan je od 9. do 11. listopada 2020. godine u hotelu International u Zagrebu, Hrvatska i okupio je mlade Rome i Romkinje iz cijele Hrvatske. Kongres je organizirao Savez Roma u Republici Hrvatskoj „KALI SARA” na inicijativu saborskog zastupnika u Hrvatskom saboru Veljka Kajtazija s ciljem upoznavanja i educiranja mladih pripadnika romske nacionalne manjine o temama obrazovanja, stambenog zbrinjavanja, zapošljavanja i uključivanja mladih Roma u društvo. Kongresom je predsjedavala Martina Oršuš, studentica na Zdravstvenom veleučilištu u Zagrebu.

## Teme
Nandor Čapo, načelnik sektora za nacionalne manjine pri Ministarstvu znanosti i obrazovanja, na kongresu je govorio o problemima s kojima se mladi Romi susreću u obrazovnom sustavu, Aleksandar Racz, bivši dekan Zdravstvenog veleučilišta u Zagrebu, govorio je o potrebi obrazovanja u 21. stoljeću, a o temi stambenog zbrinjavanja govorili su predstavnici Središnjeg državnog ureda za obnovu i stambeno zbrinjavanje Republike Hrvatske i Agencije za pravni promet i posredovanje nekretninama. Održano je i predavanje o mjerama zapošljavanja i samozapošljavanja, te radionica pisanja životopisa i predstavljanja potencijalnim poslodavcima. Saborski zastupnik u Hrvatskom saboru Veljko Kajtazi održao je predavanje o aktivnom uključivanju Roma u društvo.
Video linkom, uključeni su članovi romskih udruga i organizacija iz Srbije, Crne Gore, Makedonije, Slovenije te Bosne i Hercegovine.

## Zaključci
Kongres je zatvoren zaključcima o potrebi nastavljanja godišnjeg održavanja Kongresa mladih Roma, potrebi aktivnijeg uključivanja mladih Roma i sudionika Kongresa u rad s romskom zajednicom i na unapređenju javnih politika vezanih uz pripadnike romske nacionalne manjine u Republici Hrvatskoj te uključivanje u rad planiranog Romskog edukacijskog centra.